# Parábola del mayordomo astuto

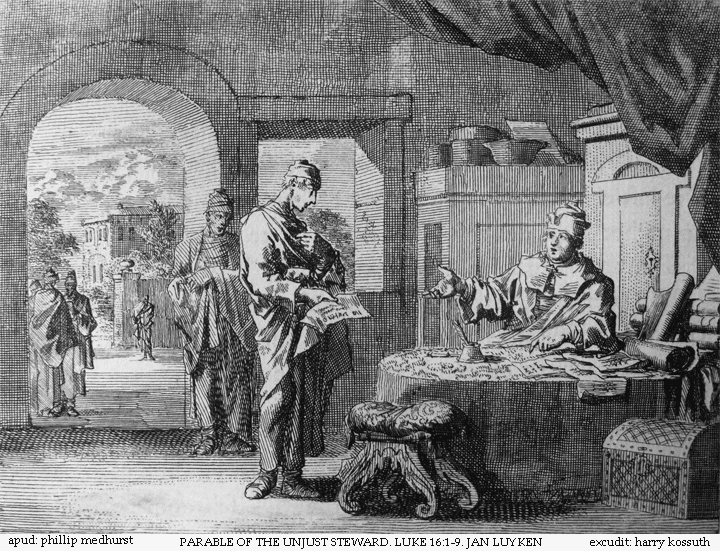
Grabado de la parábola por Jan Luyken

La Parábola del mayordomo injusto o Parábola del mayordomo penitente o Parábola del administrador infiel, es una parábola de Jesús que aparece en el Evangelio de Lucas16:1-13. En ella, un mayordomo que está a punto de ser despedido se gana el favor de los deudores de su amo condonando algunas de sus deudas.

## Texto de la parábola
Según san Lucas, la parábola dice así:

Decía también a los discípulos: Había un hombre rico que tenía un administrador, al que acusaron ante el amo de malversar la hacienda. Le llamó y le dijo: «¿Qué es esto que oigo de ti? Dame cuentas de tu administración, porque ya no podrás seguir administrando». Y dijo para sí el administrador: «¿Qué voy a hacer, ya que mi señor me quita la administración? Cavar no puedo; mendigar me da vergüenza. Ya sé lo que haré para que me reciban en sus casas cuando me despidan de la administración». Y, convocando uno a uno a los deudores de su amo, le dijo al primero: «¿Cuánto debes a mi señor?» Él respondió: «Cien medidas de aceite». Y le dijo: «Toma tu recibo; aprisa, siéntate y escribe cincuenta». Después le dijo a otro: «¿Y tú cuánto debes?» Él respondió: «Cien cargas de trigo». Y le dijo: «Toma tu recibo y escribe ochenta». El amo alabó al administrador infiel por haber actuado sagazmente; porque los hijos de este mundo son más sagaces en lo suyo que los hijos de la luz.» Y yo os digo: haceos amigos con las riquezas injustas, para que, cuando falten, os reciban en las moradas eternas.» Quien es fiel en lo poco también es fiel en lo mucho; y quien es injusto en lo poco también es injusto en lo mucho.  Por tanto, si no fuisteis fieles en la riqueza injusta, ¿quién os confiará la verdadera? Y si en lo ajeno no fuisteis fieles, ¿quién os dará lo vuestro?. »Ningún criado puede servir a dos señores, porque o tendrá odio a uno y amor al otro, o prestará su adhesión al primero y menospreciará al segundo: no podéis servir a Dios y a las riquezas. Oían todas estas cosas los fariseos, que eran amantes del dinero, y se burlaban de él. Y les dijo: —Vosotros os hacéis pasar por justos delante de los hombres, pero Dios conoce vuestros corazones; porque lo que parece ser excelso ante los hombres es abominable delante de Dios.Lucas 16, 1-15

## Interpretación
La  parábola, a primera vista, parece aceptar un comportamiento deshonesto. Esta cuestión se aborda a veces sugiriendo que el administrador está renunciando a una comisión que le corresponde personalmente, pero algunos estudiosos no están de acuerdo con esta interpretación. Sin embargo, aunque el amo de la parábola tiene "cierta admiración a regañadientes" por la "astucia" del administrador, Jesús califica al administrador de deshonesto." Para añadir a las interpretaciones, se adjuntaron a la parábola varios dichos diferentes sobre el dinero. Es una cuestión de debate si los dichos sobre la confianza o el servicio a dos amos, a Dios o al dinero, se aplican a esta parábola.

### Interpretación de la Iglesia católica
A la vista de la muy probable situación de indigencia del administrador, éste se las ingenia para resolverla.  El Señor da por supuesto la inmoralidad de la acción cometida, ya que la puso en la parábola para que resultara muy evidente, pero sin embargo alaba y resalta la agudeza y el ingenio de los que hizo uso el administrador para sacar provecho de su antigua posición respecto a los demás deudores. Pero lo que quiere decir es que cada persona aplique en la propagación del Reino de Dios, y en la salvación de la propia alma, al menos el mismo esfuerzo y sagacidad que se pone en los trabajos y luchas por hacer triunfar cualquier ideal humano o la que se pone en triunfar en los negocios materiales. Aunque las personas cuenten con la  gracia de Dios, esto no les exime de utilizar todos los medios humanos necesarios y honestos aunque ello requiera hacer unos grandes esfuerzos, incluso un sacrificio heroico, ya que lo que se pretende conseguir tiene un valor infinitamente mayor que cualquier negocio o triunfo humano.
El Señor llama en este pasaje «riquezas injustas» a lo que se ha adquirido por medio de actuaciones o procedimientos injustos; pero es tan grande la  misericordia divina que permite que estos bienes injustamente adquiridos sean ocasión para realizar obras moralmente buenas como pueden ser la restitución, el pago de daños y perjuicios y, posteriormente, excederse en ayudar a las personas perjudicadas, al prójimo mediante la creación de trabajo, con la generosidad en las limosnas, con la generación de fuentes de riqueza para las personas, etc., como hizo Zaqueo, jefe de publicanos, que se comprometió adevolver el cuádruple de lo robado y dar la mitad de su fortuna a los más necesitados.Lucas 19, 1-10
Según Gaudencio de Brescia, hay que apegarse a compartir: "El Señor Jesús es el verdadero maestro que enseña a sus discípulos los preceptos necesarios para la salvación. A sus Apóstoles les contó entonces la parábola del mayordomo para exhortarles, y a todos los creyentes de hoy, a ser fieles en la entrega de limosnas". Este venerable estipula, en efecto, que no se debe gastar despilfarrando, y que se debe vivir como un peregrino en la tierra. El creyente debe apegarse a los bienes celestiales, concluye el santo.
La parábola comparte el tema de otros pasajes en los que "Jesús aconseja disponer de las posesiones (y de la hospitalidad) en favor de los pobres con el entendimiento de que, aunque las riquezas se desvanecerán, el tesoro eterno se habrá asegurado así." Cuando llega la muerte, "el poder que tenemos para hacer el bien con nuestro dinero cesa, por lo que debemos hacer el bien con él ahora" para que los amigos que hemos hecho en la tierra nos esperen en el cielo. Esta interpretación también fue adoptada por los primeros escritores de la Iglesia, como Asterio de Amasea:

Cuando, por tanto, cualquiera que anticipe su fin y su traslado al otro mundo, aligera la carga de sus pecados con buenas acciones, ya sea cancelando las obligaciones de los deudores, o suministrando a los pobres con abundancia, dando lo que pertenece al Señor, gana muchos amigos, que atestiguarán su bondad ante el Juez, y le asegurarán con su testimonio un lugar de felicidad.

Según los comentaristas de la «Nueva Biblia Americana, Edición Revisada», la parábola trata de un agente que, sabiendo que está a punto de ser despedido por usura, se arrepiente de su pecado, pidiendo a los deudores que sólo paguen lo que le deben a su amo, en lugar de pagarle a él también. Esto concuerda con lo que Juan el Bautista les dice a los recaudadores de impuestos y a los soldados sobre la explotación de los contribuyentes y deudores anteriormente en el evangelio.NABRE

### Otras interpretaciones
El reformador inglés William Tyndale enfatiza la consistencia de esta parábola con la doctrina de la justificación por la fe, escribiendo un folleto sobre la parábola llamado La parábola del malvado mamón (1528), basada en una exposición de Martín Lutero. Tyndale veía las "buenas obras" como el resultado de la fe. Tyndale también señaló que el mayordomo no fue alabado por Jesús por su conducta, sino que simplemente se le proporcionó como un ejemplo de sabiduría y diligencia, de modo que "nosotros con justicia deberíamos ser tan diligentes para proveer a nuestras almas, como él con injusticia proveyó a su cuerpo."
El anglicano Charles Daubuz (1720) estaba entre los que veían en las "moradas eternas" prometidas al mayordomo injusto una predicción negativa de la tumba, no una promesa del cielo.
El teólogo anglicano J. C. Ryle, escribiendo en 1859, rechazó varias interpretaciones alegóricas de la parábola, y dio una interpretación similar a la de Tyndale:

}
Defendamos seriamente las gloriosas doctrinas de la salvación por la gracia y la justificación por la fe. Pero no nos permitamos nunca suponer que la verdadera religión sanciona cualquier tipo de bromas con la segunda tabla de la ley. No olvidemos ni por un momento que la verdadera fe se conocerá siempre por sus frutos. Podemos estar muy seguros de que donde no hay honestidad, no hay gracia.

David Flusser, en un libro titulado Jesús y los Rollos del Mar Muerto, ha tomado la frase "hijos de la luz" para referirse a los esenios; su sistema económico cerrado se contrapone al de otros pueblos que eran menos estrictos.
Un apologista luterano confesional comentó:

La parábola de Jesús sobre el administrador injusto es una de las más llamativas de todos los Evangelios.  Obviamente, sería presionar la parábola más allá del punto de comparación para interpretarla como una aprobación de las prácticas comerciales deshonestas. El objetivo de Jesús es simplemente mostrarnos para qué sirve realmente el dinero.  Normalmente pensamos primero en nosotros mismos cuando respondemos a esa pregunta.  Pero Jesús nos invita a darnos cuenta de que, en primer lugar, nuestro dinero no es realmente nuestro: simplemente lo administramos para su verdadero dueño, Dios.  En segundo lugar, incluso el "sucio lucro" puede ponerse al servicio de Dios y de nuestro prójimo.  Cuando es así, los beneficios durarán más allá de esta vida - lo que no sucederá con las cosas que compramos para nosotros mismos.  Por ejemplo, el dinero puede ser utilizado para difundir el Evangelio, a través del cual el Espíritu Santo reunirá a los creyentes en la iglesia de Cristo.  Disfrutaremos de la bendita comunión con estos creyentes para siempre, mucho después de que el dinero se haya ido.

El pastor protestante John F. MacArthur interpreta que tanto el mayordomo como su señor eran ambos perversos y que la admiración del señor por el mayordomo se debe a la tendencia natural de los corazones pecadores a admirar la astucia de los villanos. Todos los personajes de esta parábola son injustos y corruptos. Jesús, en consecuencia, no está aprobando las actuaciones corruptas, sino que resalta la astucia del mayordomo malo para animar a los creyentes ("los hijos de luz") a actuar de forma diligente con aquello que Dios les ha puesto en sus manos y así llevar a otros pecadores a la salvación.